# Wayne (Familienname)
Wayne ist ein angloamerikanischer Familienname.

## Namensträger
- Aissa Wayne (* 1956), US-amerikanische Schauspielerin
- Alvis Wayne (1937–2013), US-amerikanischer Rockabilly-Sänger
- Anthony Wayne (1745–1796), US-amerikanischer General
- Beatrice Wayne (1917–2017), US-amerikanische Sängerin und Moderatorin, siehe Bea Wain
- Brendan Wayne (* 1972), US-amerikanischer Schauspieler und Filmproduzent
- Carl Wayne (1943–2004), britischer Sänger und Schauspieler
- Carol Wayne (1942–1985), US-amerikanische Schauspielerin
- Christina Wayne, US-amerikanische Produzentin, Drehbuchautorin und Filmregisseurin
- Chuck Wayne (1923–1997), US-amerikanischer Jazz-Gitarrist
- David Wayne (1914–1995), US-amerikanischer Schauspieler
- Don Wayne, US-amerikanischer Zauberkünstler
- Ethan Wayne (* 1962), US-amerikanischer Schauspieler
- Frances Wayne (1924–1978), US-amerikanische Jazz-Sängerin
- Isaac Wayne (1772–1852), US-amerikanischer Politiker
- James Moore Wayne (1790–1867), US-amerikanischer Jurist und Richter
- Jan Wayne (* 1974), deutscher DJ und Musikproduzent
- Jeff Wayne (* 1943), US-amerikanischer Komponist
- John Wayne (1907–1979), US-amerikanischer Schauspieler
- June Wayne (1918–2011), US-amerikanische Malerin und Grafikerin
- Ken Wayne (1925–1993), britischer Schauspieler
- Kenny „Blues Boss“ Wayne (* 1944), US-amerikanischer Blues-, Boogie-Woogie- und Jazzmusiker
- Lil Wayne (* 1982), eigentlich Dwayne Michael Carter J.R., US-amerikanischer Rapper
- Marisa Wayne (* 1966), US-amerikanische Schauspielerin
- Marshall Wayne (1912–1999), US-amerikanischer Wasserspringer
- Michael Wayne (1934–2003), US-amerikanischer Schauspieler und Filmproduzent
- Naunton Wayne (1901–1970), britischer Schauspieler
- Patrick Wayne (* 1939), US-amerikanischer Schauspieler
- Randy Wayne (* 1981), US-amerikanischer Schauspieler und Filmproduzent
- Reggie Wayne (* 1978), US-amerikanischer American-Football-Spieler
- Richard St. John Ormerod Wayne (1904–1959), britischer Politiker, Administrator von Antigua und Barbuda
- Ron Wayne (* 1934), US-amerikanischer IT-Unternehmer
- Sarah Wayne Callies (* 1977), US-amerikanische Schauspielerin
- Tanner Wayne (* 1988), US-amerikanischer Schlagzeuger
- Thomas Wayne (1940–1971), US-amerikanischer Rockabilly- und Pop-Sänger
- Tion Wayne (* 1993), eigentlich Dennis Junior Odunwo, britischer Rapper

## Fiktive Personen
- Bruce Wayne, Firmenchef und Milliardär, Verbrechensbekämpfer als Batman